# Goliath (remorqueur)
Pour les articles homonymes, voir Goliath.
B.M.S. Goliath était le nom d'un ancien remorqueur de sauvetage datant de 1941. Le navire est devenu un navire musée dans les années 1990 à Bremerhaven. Il a été démoli en 2011.

## Historique
Il a été lancé le 30 avril 1941 à l'usine Deschimag de Schichau-Seebeckwerft de Wesermünde, à Brême. Le 22 octobre de la même année, le navire a été remis au Bugsier-, Reederei und Bergungs-AG à Hambourg

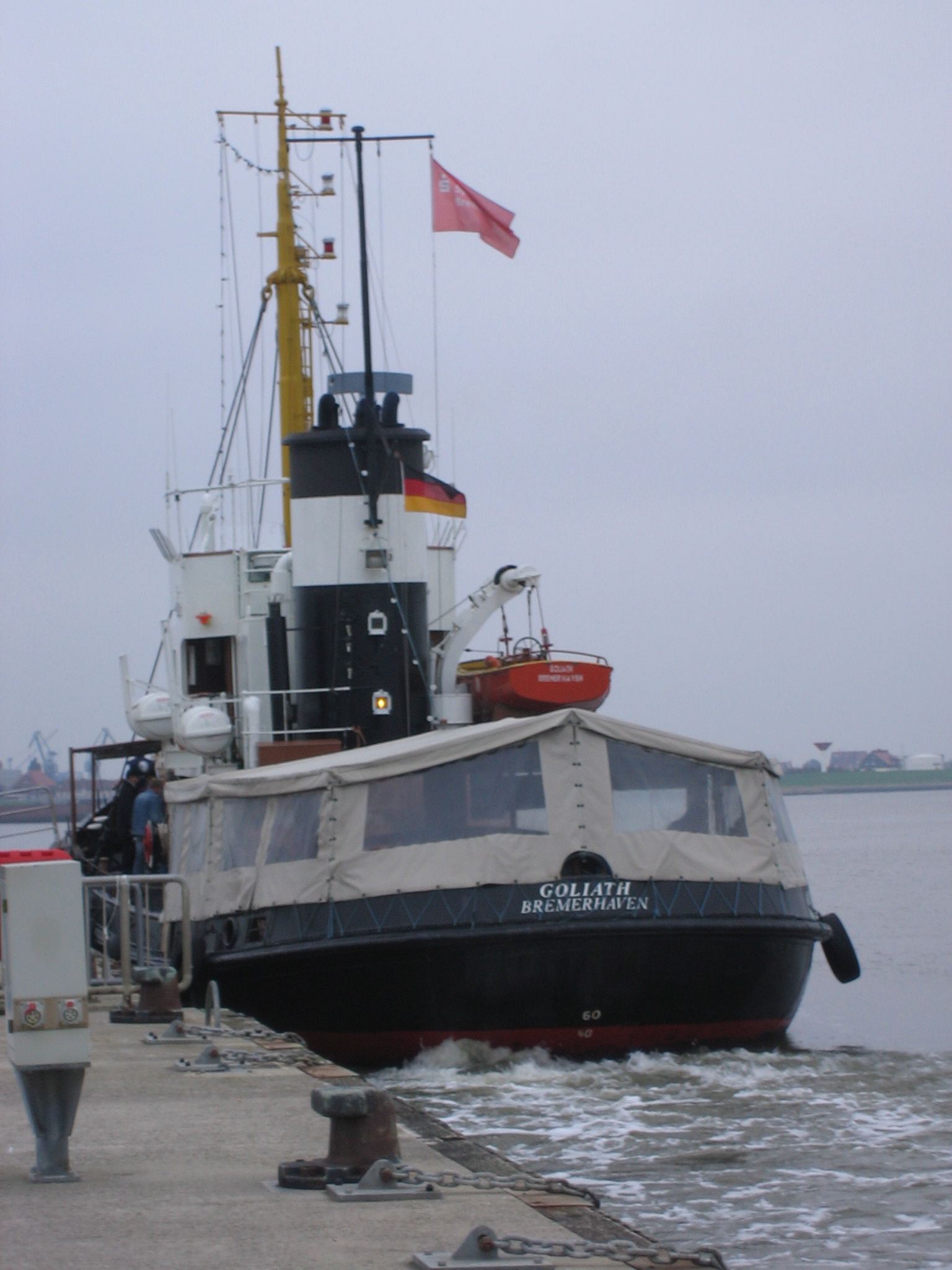
Le Goliath à Bremerhaven avant 2010

Le navire avait une force de traction de neuf tonnes, son treuil de récupération sur le pont était de 32 tonnes. La cale avait une capacité maximale de cinq tonnes. En raison de sa forme de coque, semblable à celle d'un navire à fond plat, le remorqueur est particulièrement adapté aux eaux peu profondes de la mer des Wadden dans l'estuaire de la Weser.
Dans les premières années, Goliath a servi dans la Kriegsmarine pour des opérations de sauvetage et d'urgence et par la suite après la Seconde Guerre mondiale en tant que ravitailleur de deux navires-grue qui ont soulevé de nombreuses épaves en mer du Nord et en particulier dans les embouchures des rivières. En 1961, il a aidé à sauver le cargo américain Hoosier State, qui avait été poussé à terre le 21 mars de la même année à la suite d'une forte onde de tempête au large de Bremerhaven. Cinq ans plus tard, les anciens moteurs six cylindres à deux temps ont été remplacés par des moteurs six cylindres à quatre temps.
Cependant, le remorqueur n'a pas été utilisé exclusivement dans les eaux allemandes : en 1974 et 1975, il a été ordonné au canal de Suez d'aider à sauver les navires qui y avaient coulé pendant la guerre des Six jours de 1967.

### Préservation et démolition

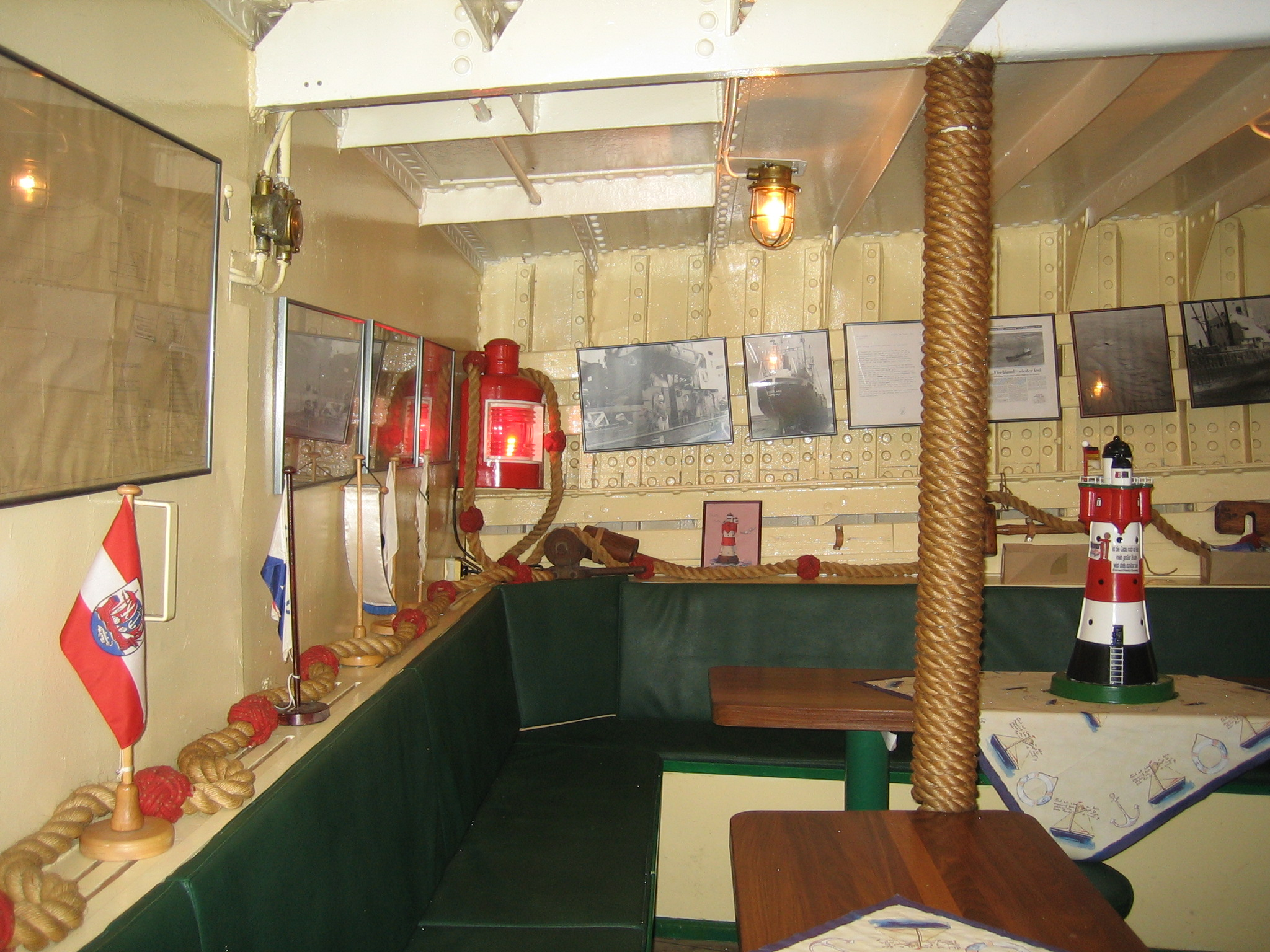
L'espace de chargement sous le pont, qui a été converti en salon

Dans les années 1990, le remorqueur a été mis hors service. Il a été restauré avec le soutien de la compagnie maritime Schuchmann, qui l'avait depuis repris. Depuis décembre 1994, le Goliath est au service de la Schiffahrts-Compagnie Bremerhaven e.V.  et faisait partie d'une petite flotte de navires-musées, qui comprend également le brise-glace à vapeur Wal et la barge Quarantäne.
Depuis 1999, le Goliath est utilisé pour des voyages touristiques réguliers vers le phare de Roter Sand. Pendant la traversée, les passagers sont libres de visiter l'ensemble du navire. Le treuil de sauvetage qui n'est plus utilisé est toujours présent sur le pont.
Lors d'une visite au chantier naval fin 2010, il a été constaté que la sécurité de conduite du remorqueur n'était plus garantie. Pour cette raison, le navire a été mis hors service en avril 2011 et les voyages vers le phare de Roter Sand ont été annulés pour 2011. Le navire a finalement été livré au chantier naval Lloyd Werft à Bremerhaven en mai 2011 pour démolition.